# Linglmühle
Linglmühle ist eine Einöde in der nördlichen Oberpfalz und Ortsteil der Stadt Vohenstrauß. 2011 war der Ort unbewohnt.

## Geographische Lage
Linglmühle befindet sich auf dem Nordufer der Pfreimd. Östlich mündet der Goldbach in die Pfreimd und westlich der Kaltenbaumbach. Linglmühle liegt ungefähr 2 km südlich der Autobahn A6. Zwischen Kaltenbaum und Straßenhäuser verläuft eine kleine Straße parallel zur Autobahn. Von dieser zweigt ein unbefestigter Feldweg ab, der in Linglmühle endet. Ungefähr 150 m östlich von Linglmühle gibt es eine kleine Fußgängerbrücke über die Pfreimd.

## Geschichte
Linglmühle wurde 1394 erstmals erwähnt. Sie war im Besitz der Paulsdorfer und wurde auch Kaslachsreuth, Kaslachsrewt, Kazlesmühle, Katzlersrytt genannt. Ende des 14. Jahrhunderts gehörte Linglmühle zur Herrschaft Tännesberg.
Im Salbuch von 1562 und in der Amtsbeschreibung von 1596 wurde Linglmühle mit einem Mühlanwesen verzeichnet.
Anfang des 19. Jahrhunderts hatte Linglmühle ein Anwesen. Sie gehörte zur Gemeinde und zur Pfarrei Böhmischbruck.
Linglmühle gehörte zum 1808 gebildeten Steuerdistrikt Lerau. Zu diesem gehörten neben Lerau selbst Kleßberg, Obernankau, Unternankau, Steinach, Wieselrieth und Linglmühle.
Von 1808 bis 1830 bildete Kößing zusammen mit Linglmühle die Ruralgemeinde Kößing.
1830 wurde die selbständige Ruralgemeinde Kößing zusammen mit Linglmühle in die Gemeinde Böhmischbruck eingegliedert.

## Einwohnerentwicklung
| Jahr    | Einwohner | Gebäude |
| ------- | --------- | ------- |
| 1838    | 6         | 1       |
| 1885    | 12        | 1       |
| 1900    | 10        | 1       |
| 1913    | 9         | 2       |
| 1925    | 14        | 2       |
| 1950    | 9         | 2       |
| ab 1961 | unbewohnt | k. A.   |